# Gasteracantha theisi
Gasteracantha theisi là một loài nhện trong họ Araneidae.
Loài này thuộc chi Gasteracantha. Gasteracantha theisi được Félix Édouard Guérin-Méneville miêu tả năm 1838.